# Stazione di Treschè Conca
La stazione di Treschè Conca è stata una stazione ferroviaria posta lungo la ex linea ferroviaria a scartamento ridotto Rocchette-Asiago chiusa nel 31 luglio 1958, era servizio della frazione di Treschè Conca, comune di Roana.